# Ретрофокусный объектив
Ретрофокусный объектив (в советских источниках реверсивный объектив) — объектив, расстояние между задней оптической поверхностью которого и фокальной плоскостью больше, чем его фокусное расстояние. Эта конструктивная особенность позволяет создавать короткофокусные объективы с удлинённым задним отрезком. При этом используется принцип «перевёрнутого» телескопа Галилея: рассеивающая группа линз располагается перед собирающей. Такая конструкция может быть также представлена, как «перевёрнутый телеобъектив». 

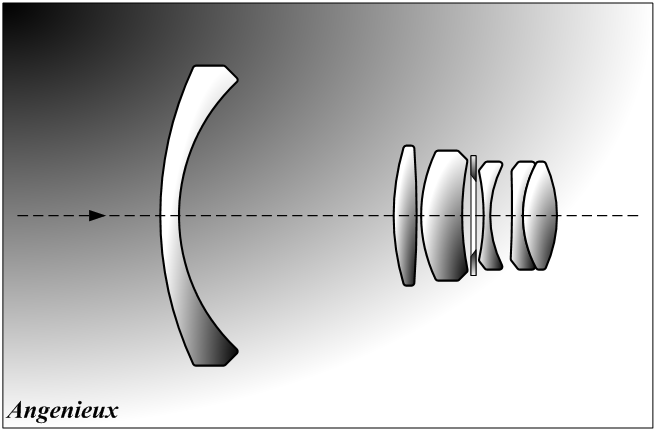
Широкоугольный объектив «Angénieux Rétrofocus» с удлинённым задним отрезком. Франция, 1950 год

Она нашла широкое применение в широкоугольных объективах для однообъективных зеркальных фотоаппаратов и кинокамер с зеркальным обтюратором, которым необходим достаточно большой промежуток между фокальной плоскостью и задней линзой. В противном случае подвижное зеркало или обтюратор окажутся неработоспособными. Удлинение заднего отрезка также требуется в трёхматричных видеокамерах, оснащённых призменной цветоделительной системой позади объектива.

## Историческая справка
Впервые принцип перевёрнутого телеобъектива использован Голливудом в киносъёмочном аппарате системы «Technicolor» с тремя киноплёнками для цветной съёмки. Цветоделительная призма, перенаправляющая свет в два разных кадровых окна, занимала такое пространство, что при симметричной конструкции объектива его фокусное расстояние не могло быть короче 50 мм. Это исключало съёмку общих планов, и инженер Хорас Ли (англ. Horace William Lee) в 1930 году запатентовал оптическую систему с сильным отрицательным мениском перед обычным объективом типа Planar. Полученный таким способом объектив обеспечивал на академическом кинокадре угловое поле 50°, а его задний отрезок был на 10 % длиннее фокусного расстояния. Трёхплёночный «Техниколор» использовался ограниченно из-за сложности и дороговизны, и было изготовлено всего 9 таких камер и ещё меньше объективов.

Главная плоскость H' ретрофокусного объектива

Более совершенные объективы этого типа для набирающих популярность 35-мм зеркальных фотоаппаратов запатентовали 20 лет спустя почти одновременно француз Пьер Анженье и немецкий оптик Гарри Цёльнер (фр. Pierre Angénieux, нем. Harry Zöllner) под названиями «Angénieux Retrofocus» и «Zeiss Flektogon». До этого широкоугольная оптика была недоступна для такого типа аппаратуры при работающем штатном видоискателе. Отдельные камеры оснащались сменными широкоугольниками, требующими при установке предварительного подъёма и фиксации зеркала, а в башмак фотоаппарата устанавливался дополнительный телескопический визир из комплекта объектива. Распространённые в те годы дальномерные фотоаппараты работали с широкоугольной оптикой по такому же принципу, и для фотографов он не составлял неудобств, исключая только возможность точной фокусировки. Однако большая глубина резкости короткофокусной оптики допускала наводку по метражной шкале.
Появление ретрофокусных объективов стало настоящей революцией, позволив точно кадрировать и фокусировать изображение штатным зеркальным видоискателем, как и с объективами других фокусных расстояний. Кроме того, был преодолён один из главных недостатков зеркальной аппаратуры, ограничивающий диапазон доступной оптики. В СССР ретрофокусный принцип использован в объективах семейства «Мир» и некоторых других. Такая же конструкция применяется во всех объективах типа «рыбий глаз», которые невозможно построить симметричными.